# Petrichus
Genre
Synonymes
- Bacillocnemis Mello-Leitão, 1938

Petrichus est un genre d'araignées aranéomorphes de la famille des Philodromidae.

## Distribution
Les espèces de ce genre se rencontrent en Amérique du Sud.

## Liste des espèces
Selon World Spider Catalog (version 25.0, 10/07/2024) :
- Petrichus anomalus (Mello-Leitão, 1938)
- Petrichus eremicus Griotti & Grismado, 2022
- Petrichus funebris (Nicolet, 1849)
- Petrichus granadensis (Keyserling, 1880)
- Petrichus junior (Nicolet, 1849)
- Petrichus marmoratus Simon, 1886
- Petrichus meridionalis (Keyserling, 1891)
- Petrichus niveus (Simon, 1895)
- Petrichus patagoniensis Griotti & Grismado, 2022
- Petrichus roigjunenti Griotti & Grismado, 2022
- Petrichus sordidus Tullgren, 1901
- Petrichus spira Griotti & Grismado, 2022
- Petrichus tobioides Mello-Leitão, 1941
- Petrichus tullgreni Simon, 1902

## Systématique et taxinomie
Ce genre a été décrit par Simon en 1886 dans les Thomisidae. Il est placé dans les Philodromidae par Homann en 1975.
Bacillocnemis a été placé en synonymie par Griotti, Grismado, Roig-Juñent et Ramírez en 2022.

## Publication originale
- Simon, 1886 : « Arachnides recueillis en 1882-1883 dans la Patagonie méridionale, de Santa Cruz à Punta Arena, par M. E. Lebrun, attaché comme naturaliste à la Mission du passage de Vénus. » Bulletin de la Société zoologique de France, vol. 11, p. 558-577 (texte intégral).